# شنکلنگسفلد
شنکلنگسفلد (به آلمانی: Schenklengsfeld) یک شهر در آلمان است که در هرسفلد-رتنبورگ واقع شده‌است. شنکلنگسفلد ۴٬۶۷۶ نفر جمعیت دارد.